# 岩头乡 (会同县)
岩头乡，是中华人民共和国湖南省怀化市会同县下辖的一个乡镇级行政单位。

## 行政区划
岩头乡下辖以下地区：
岩头村、溪坪村、东岳村、墓脚村、落溪村、瑶丰村、含金村、市田村、秀山村、降吉村、龙坡村、白社村、光明村、庙坳村、坳脚村和绕冲村。